# Focal
Focal(フォーカル)とは、フランスのサンテティエンヌに本社を置くハイエンドオーディオ企業及びブランド名であり、フランスを代表するオーディオメーカーである。正式企業名はFocal-JMLab（フォーカルJMラボ）であり、JMとは創業者であるジャック・マユールのイニシャルに因む。
特にスピーカーの名門として知られる。また、カーオーディオ用スピーカーも手がけており、プジョーの一部高級車にOEM品を搭載。2012年よりヘッドホン（イヤホン型含む）にも参入している。
なお、フォーカルポイント株式会社（本社：横浜市。PC周辺機器の製造、販売企業）とは、全く関係がない。

## 概略
創業は1979年、ジャック・マユールによってサンテティエンヌにて設立。元々は大手ブランドOEMを中心にスピーカーのドライバーユニットの設計、製造を行ってきており、その評価を高めてきた。特許は20以上に上り、中でもケブラー素材を用いた振動板やベリリウムを用いたツイーターなどは多くの反響を呼んだ。
1990年には北米や東南アジアに製造拠点を置き、後のフラッグシップヘッドホンのブランド名となるハイエンドスピーカー、Utopiaを販売。世界に知られるきっかけとなる。また、2001年にはカーオーディオ事業に参入。
2002年には”メイドイン・フランス”を標榜し、創業地のサンテティエンヌに本社を戻し、翌年には家庭向け商品にFocal-JMlabという2つ目のブランドを展開する。2019年現在もスピーカーのエンクロージャーはブルゴーニュ地方、それ以外は本社のあるサンテティエンヌで設計、製造しており、ハイエンド機は全部フランス国内の工場で製造することに拘りを見せている。
2012年にはヘッドホン事業に参入。2016年にはスピーカーのブランド名であった高級ヘッドホンUtopiaをリリースした。
2011年にはイギリスのNaim Audioと合併し、3年後にはVerven Audi Groupが創立され、その関連子会社となった。
FOCALは工業デザインにも強いこだわりを持っており、パリのデザイン会社とのコラボレーションを続けている。
日本ではラインナップは高級品に絞られるがラックスマンが代理店を行ったり、その他ロッキー・インターナショナルなどの複数の代理店がある。
また、同じフランスのメーカーであるルノーがオプション品として設定している。

## 主なブランド
スピーカー
- SOPRA
- SCARA UTOPIA EVO
- KANTA
- MAESTRO

ヘッドホン
- UTOPIA
- ELEAR
- CLEAR
- LISTEN
- SPHEAR(イヤホン型)